# Muhomero
Muhomero är ett vattendrag i Burundi.   Det ligger i provinsen Ruyigi, i den centrala delen av landet, 90 km öster om huvudstaden Bujumbura.
Omgivningarna runt Muhomero är en mosaik av jordbruksmark och naturlig växtlighet. Runt Muhomero är det ganska tätbefolkat, med 100 invånare per kvadratkilometer.